# Paradmontia picticornis
Paradmontia picticornis är en tvåvingeart som beskrevs av Henry J. Reinhard 1967. Paradmontia picticornis ingår i släktet Paradmontia och familjen parasitflugor.
Artens utbredningsområde är Arizona. Inga underarter finns listade i Catalogue of Life.